# Yonatan Irrazábal
Yonatan Irrazábal, vollständiger Name Yonatan Irrazábal Condines, teils auch als Jonathan Irrazábal geführt, (* 12. Februar 1988 in Montevideo) ist ein uruguayischer Fußballspieler.

## Karriere

### Verein
Der 1,80 Meter große Torwart begann seine Laufbahn in der Apertura 2008 bei seinem Jugendverein Defensor Sporting, als er ausweislich der Quellenlage dort erstmals zum Kader der in der Primera División spielenden Ersten Mannschaft zählte. Bereits in seinem ersten Jahr der Kaderzugehörigkeit wurde Defensor Meister des Torneo Clausura 2009. Nachdem er zunächst noch als Ersatztorhüter hinter Martín Silva wirkte und in dieser Form am Gewinn des Torneo Apertura 2010 sowie dem 2. Gesamttabellenplatz der Saison 2010/11 beteiligt war, wurde er in der Folge zur Stammkraft im Tor der Violetten. In der Spielzeit 2011/2012 bestritt er 31 Erstligaspiele und belegte mit Defensor in der Gesamttabelle den dritten Platz. Sein Team qualifizierte sich durch den Gewinn des Torneo Clausura 2012 für das Meisterschaftsendspiel. Dort unterlag man aber Nacional mit 1:0. Auch in der Copa Libertadores des Jahres 2012 bestritt er alle sechs Partien mit Defensors Beteiligung. Er schied mit seiner Mannschaft allerdings bereits in der Vorrunde aus. In der Saison 2012/13 trug er abermals als Stammtorhüter in allen 15 Ligapartien zum zweiten Platz im Torneo Apertura 2012 bei. Auch in der Clausura 2013 bestritt er vier Partien, verlor das Duell um den Torhüterposten schließlich gegen Martín Campaña. Irrazábal wurde er in beiden Begegnungen der Copa Libertadores 2013 mit Defensors Beteiligung aufgestellt. In der Apertura 2013 kam er über die Rolle des Ersatztorhüters nicht hinaus. Bis zum Saisonabschluss 2013/14 wurde er dann noch viermal in der Primera División aufgestellt. In der Saison 2014/15 wurde er einmal in der höchsten uruguayischen Spielklasse eingesetzt. Während der Spielzeit 2015/16 stehen 16 Erstligaeinsätze für ihn zu Buche. Anfang September 2016 schloss er sich dem Club Atlético Cerro an und bestritt in der Saison 2016 fünf Erstligaspiele.

### Nationalmannschaft
Bereits 2004 gehörte er dem von Gustavo Ferrín zusammengestellten uruguayischen Kader bei der U-16-Südamerikameisterschaft an und kam mindestens bei der 2:3-Niederlage gegen Paraguay zum Einsatz. Spätestens im Oktober 2004 wurde er in die U-17 berufen und war im Folgejahr auch Mitglied des Kaders bei der U-17-Südamerikameisterschaft 2005 in Venezuela, mit der er Vize-Südamerikameister wurde. 2005 absolvierte er als Mitglied des uruguayischen Aufgebots zwei der drei Turnier-Spiele für die U-17 bei der U-17-Fußball-Weltmeisterschaft in Peru gegen die Mannschaften der Türkei und Mexikos. Mindestens in den Jahren 2006 und 2007 war Irrazábal auch Mitglied der seinerzeit von Gustavo Ferrín trainierten uruguayischen U-20-Nationalmannschaft. Mit dieser nahm er zunächst an der in Paraguay ausgetragenen U-20-Fußball-Südamerikameisterschaft 2007 und anschließend an der U-20-Fußball-Weltmeisterschaft 2007 teil, bei der Uruguay sich zwar als einer der vier besten Gruppendritten noch ins Achtelfinale vorkämpfte, dort jedoch an der US-amerikanischen Auswahl durch eine 1:2-Niederlage scheiterte. Im Rahmen des Weltmeisterschaftturniers lief er in den Begegnungen gegen Sambia und die USA auf.

### Erfolge
- 1× Torneo Apertura: 2010
- 2× Torneo Clausura: 2009, 2012
- U-17-Vize-Südamerikameister: 2005